# يرتدي ليقتل (فلم 1980)
يرتدي ليقتل (بالإنجليزية: Dressed to Kill) هو فيلم جريمة تم إنتاجه في الولايات المتحدة وصدر في سنة 1980. الفيلم من إخراج براين دي بالما وكتابة براين دي بالما.

## الميزانية والإيرادات
بلغت تكلفة إنتاج الفيلم حوالي 6.5 مليون دولار بينما حقق إيرادات تقدر بـ 31.9 مليون دولار.

## وصلات خارجية
- يرتدي ليقتل على موقع IMDb (الإنجليزية)
- يرتدي ليقتل على موقع ميتاكريتيك (الإنجليزية)
- يرتدي ليقتل على موقع الموسوعة البريطانية (الإنجليزية)
- يرتدي ليقتل على موقع روتن توميتوز (الإنجليزية)
- يرتدي ليقتل على موقع نتفليكس (الإنجليزية)
- يرتدي ليقتل على موقع قاعدة بيانات الأفلام العربية
- يرتدي ليقتل على موقع ألو سيني (الفرنسية)
- يرتدي ليقتل على موقع Turner Classic Movies (الإنجليزية)
- يرتدي ليقتل على موقع أول موفي (الإنجليزية)
- يرتدي ليقتل على موقع بوكس أوفيس موجو (الإنجليزية)